# Carlos José de Oliveira
Carlos José de Oliveira (* 17. Oktober 1967 in Botucatu, Bundesstaat São Paulo, Brasilien) ist ein brasilianischer Geistlicher und römisch-katholischer Bischof von Apucarana.

Wappen von Carlos José de Oliveira.

## Leben
Carlos José de Oliveira empfing am 4. Oktober 1992 das Sakrament der Priesterweihe für das Bistum Mogi das Cruzes. 1996 wurde er in den Klerus des Erzbistums Botucatu inkardiniert.
Am 12. Dezember 2018 ernannte ihn Papst Franziskus zum Bischof von Apucarana. Der Apostolische Nuntius in Brasilien, Erzbischof Giovanni d’Aniello, spendete ihm am 19. März des folgenden Jahres in der Marienkirche von Lençois Paulista die Bischofsweihe. Mitkonsekratoren waren der Erzbischof von Botucatu, Maurício Grotto de Camargo, und der Bischof von São José dos Pinhais, Celso Antônio Marchiori. Die Amtseinführung im Bistum Apucarana fand am 6. April 2019 statt.